# Cymatogramma echemus
Cymatogramma echemus är en fjärilsart som beskrevs av Doubleday 1849. Cymatogramma echemus ingår i släktet Cymatogramma och familjen praktfjärilar. Inga underarter finns listade i Catalogue of Life.